# Südfriedhof (Herne)

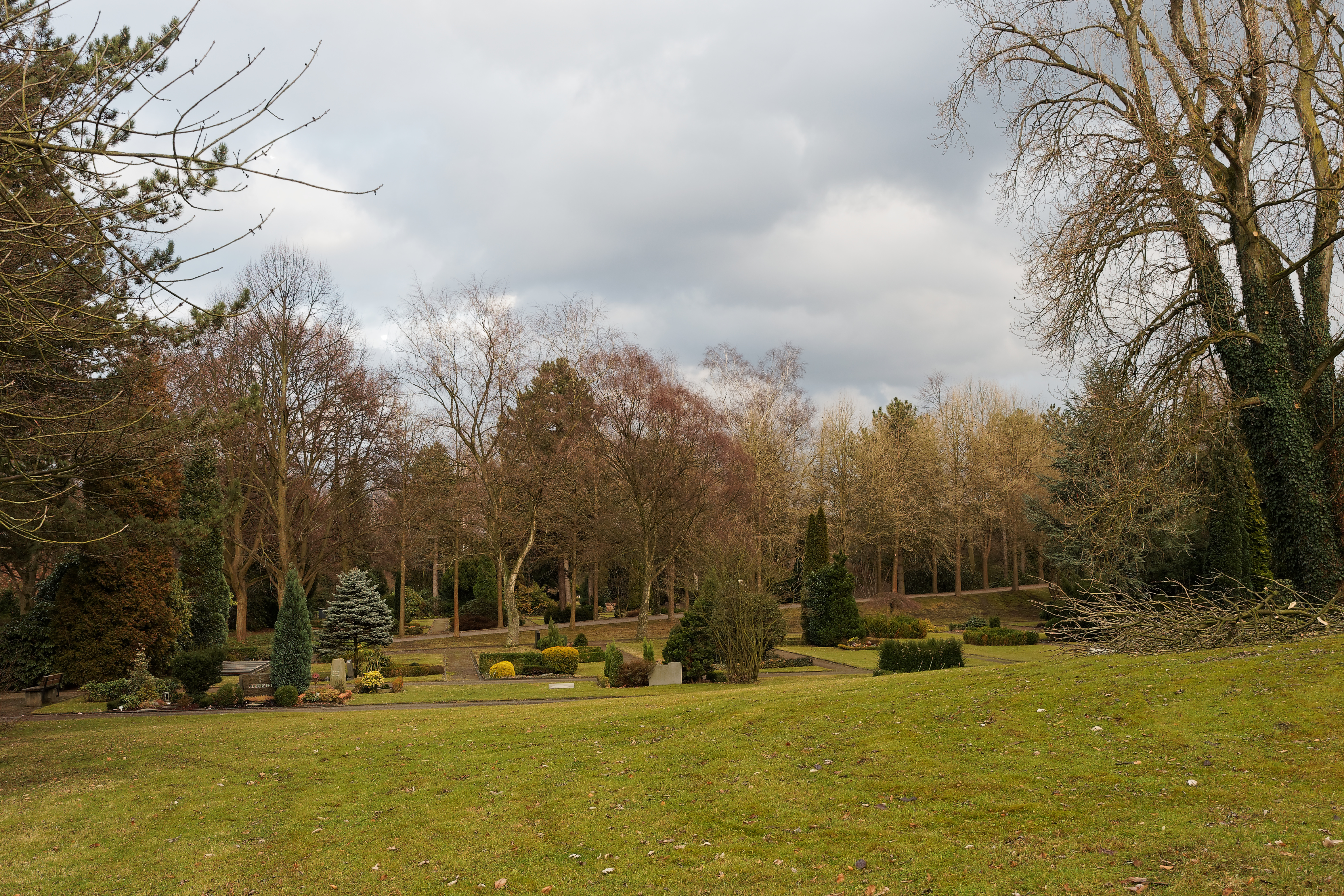
Friedhof und Park

Der Südfriedhof in Herne ist ein städtischer Friedhof, der zum Stadtbezirk Sodingen gehört. Der Friedhof hat eine Gesamtfläche von rund 31,34 Hektar und mit etwa 37.000 Grabstellen gegenwärtig der größte Friedhof auf Herner Stadtgebiet. Der 1905 entstandene Südfriedhof beherbergt eine Reihe architektonisch interessanter Grabmäler und zählt auch zu den bedeutendsten Grünanlagen der Stadt.

## Lage und Größe

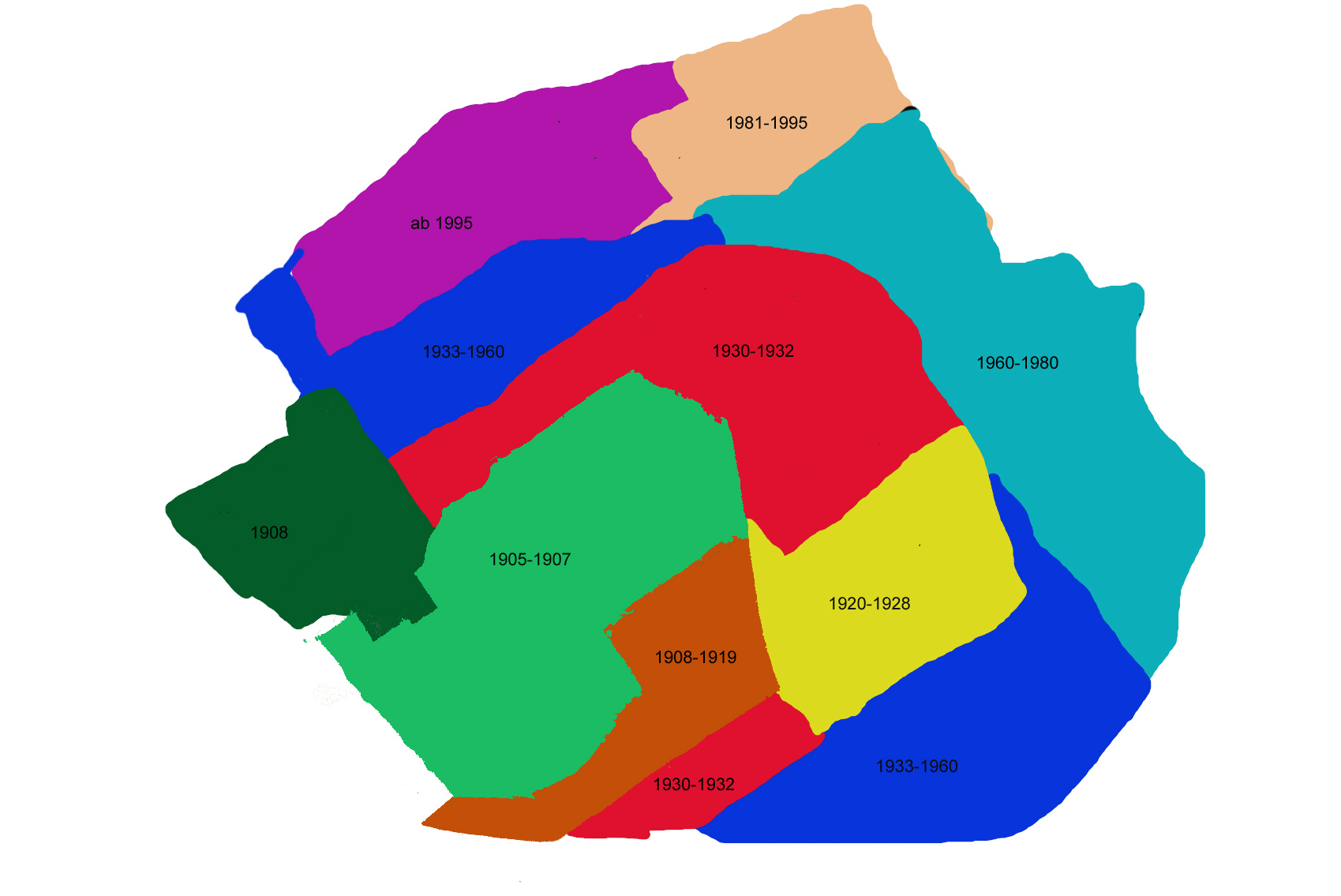
Die Ausbaustufen im groben Überblick

Das annähernd rechteckige Gelände des Südfriedhofs liegt auf einer Anhöhe und fällt nach Nordosten und Osten sanft ab. Er erstreckt sich vom Westen von der Wiescherstraße, im Norden – nach seiner Erweiterung - an den Straßen Am Hauptfriedhof und Auf dem Stennert, im Osten an den Grünzug Ostbachtal sowie die ehemalige Zechenbahntrasse Constantin und im Süden an den Landwehrweg. Der Haupteingang liegt an der Wiescherstraße, am westlichen Teil des Geländes, außer diesem gibt es sechs weitere Eingänge. Das ursprünglich sumpfige Gelände mit Flurnamen Wiescherfeld lag an der damals wichtigen Verkehrsstraße von Herne über Hiltrop nach Bochum. Die junge Stadt Herne entschloss sich, hier ihren ersten eigenen kommunalen Friedhof anzulegen, um die bis dahin genutzten konfessionellen Friedhöfe im Innenstadtbereich zu entlasten und nötige Ausbauflächen zu gewährleisten.
Nach mehreren Erweiterungen – die letzte Anfang der 1990er-Jahre mit Ausbau der preis- und laufzeitgünstigen Grabkammersystemen – umfasst er in 164 Abteilungen neben den reinen Begräbnisflächen etwa 20 Hektar Wald-, Wiesen- und Wegeflächen und ist damit der größte Herner Friedhof.
Der Herner Südfriedhof ist von seiner gärtnerischen Gestaltung her ein reiner Parkfriedhof mit dichtem Baumbestand und befestigten breiten, alleenartigen Wegen. Dadurch eignet er sich im Sommer wie im Winter sehr gut für ausgedehnte Spaziergänge. Auch ist der Südfriedhof ein wichtiger Teil des Herner Grüngürtels: Dort liegt er am Schnittpunkt der Parklandschaft vom Gysenberg (Castroper Höhen) über den ehemaligen und heute begrünten Schacht 11 der Zeche Vereinigte Constantin der Große und dem Constantiner Wald, welcher von dort aus bis nach Bochum weitergeführt wird.

## Geschichte

### Entstehung
Vorgänger
Die älteste Begräbnisstätte befand sich um die alte Dyonisius-Kirche in der Dorfmitte des damaligen Hernes. Sie wurde bis 1850 genutzt. Heute befindet sich hier die Sodinger Straße. Vom 22. Januar 1841 bis 1883 wurde der erste neue evangelische Friedhof an der Kirchhofstraße in Herne (0,96 Hektar) belegt, um von 1183 bis August 1905 vom zweiten Friedhof (1,79 Hektar) an derselben Straße (heute Bergelmanns Hof) abgelöst zu werden. Die Beerdigung der katholischen Gemeindemitglieder erfolgte bis 1865 auf dem katholischen Friedhof in Eickel, ab diesem Zeitpunkt auf dem katholischen Friedhof an der jetzigen Glockenstraße (3,25 Hektar). Schon 1870 erweitert, wurde er wegen Überbelegung 1891 geschlossen. Als Ersatz diente der neue katholische Friedhof an der Mont-Cenis-Straße, welcher von 1891 bis 1907 belegt wurde. Auf den jüngeren Friedhöfen sind noch heute einige Erbgrüfte belegt. Seit 1879 befindet sich der Friedhof der jüdischen Gemeinde in Herne-Baukau. Seit 1925 sind die evangelischen Friedhöfe öffentliche Grünanlagen, der erste katholische Friedhof ist mit einem Kindergarten überbaut, der zweite ebenfalls öffentliches Grün.
Entstehung und Erweiterung
Schon im Jahre 1900 kaufte die Stadt Herne an der Wiescherstraße durch Um- und Austausch von Flächen (Gesamtfläche 1912: 12 Hektar) Land. Der Südfriedhof wurde 1904 auf einer Größe von 0,375 Hektar angelegt und am 1. August 1905 für Bestattungen geöffnet. 1908 wurde eine angrenzende Sandgrube von 0,5 Hektar angekauft, mit Straßen- und Hausmüll aufgefüllt und dort die Friedhofs- und Stadtgärtnerei angelegt. Bis 1919 wurden die Toten konfessionell getrennt beigesetzt. 1920/1921 wurde erneut um 3,5 Hektar erweitert und 12 Hektar dazu erworben. 1928 wurde die Haupteinfahrt umgestaltet, und 1930–1932 wurde eine 3,5 Hektar große Erweiterung in östlicher Richtung zum Ostbachtal hin eingerichtet. Der Gartenarchitekt Ahrens konnte durch den Reichsarbeitsdienst diese personalintensive Arbeiten durchführen lassen. Aus Steinbruchplatten wurden großzügige Terrassen gebildet, die das zum Ostbach abschüssige Gelände gestalteten. Der Arbeitsdienst machte 1933/34 mit der Anlage von Teichen und Wegen das Gebiet für die Bürger zugänglich. Die Hauptallee wurde verlängert und eine neue Allee zum Soldatenehrenfriedhof angelegt. Weitere Wege wurden großzügig als Haupt- und Nebenverbindungen ausgebaut. Als Neuerung wurden Urnenreihengräber in die Terrassen einbezogen. Im Zweiten Weltkrieg wurde der Friedhof nur leicht beschädigt und in den Jahren danach weitgehend instand gesetzt. 1946 wurde er um zwei neue Abteilungen für Wahl- und Reihengräber erweitert, ab 1948 wurde mit der Erhöhung des nördlichen Geländes begonnen, um die Erweiterungen vorzubereiten.

### Friedhofsbauten

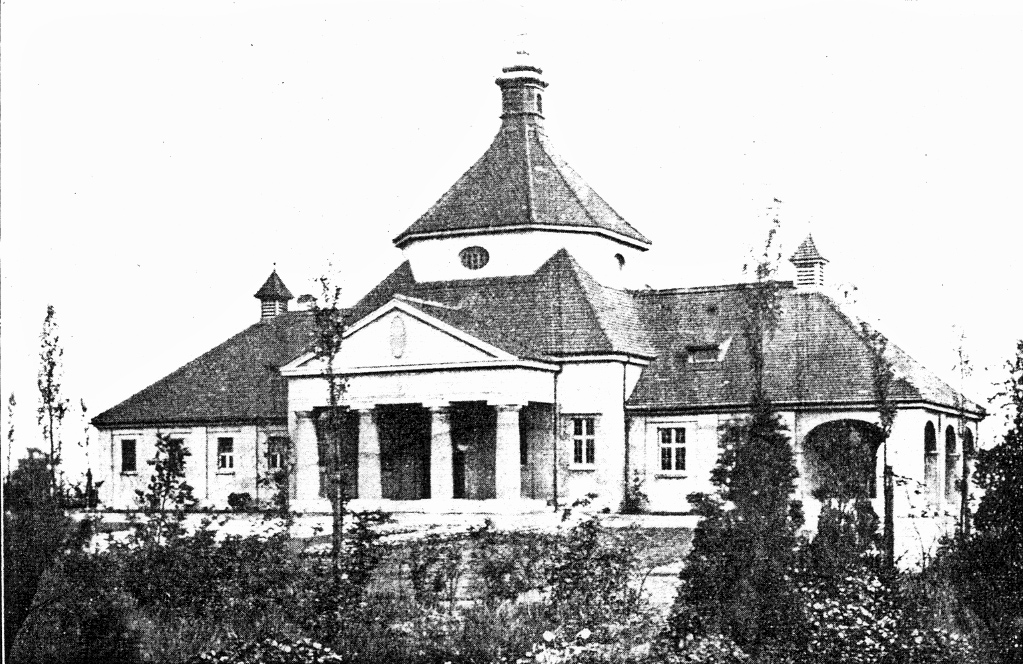
Friedhofskapelle (um 1912)

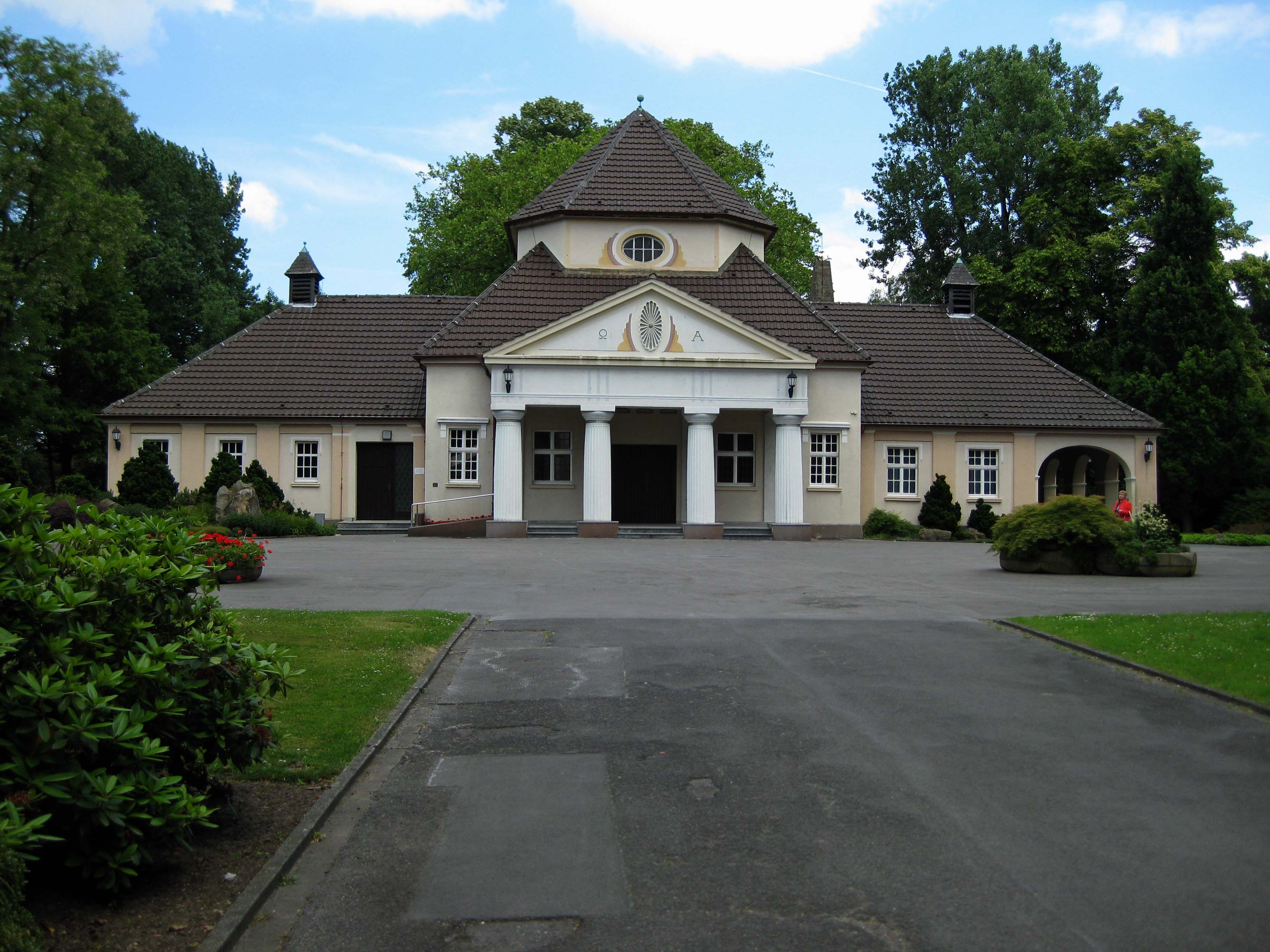
Friedhofskapelle (2009)

Gleichzeitig mit der Anlage der eigentlichen Begräbnisfelder wurden auch Pläne für die zugehörigen Friedhofsbauten, insbesondere die der Trauerhalle und die der Pförtnerhäuser, konkretisiert. Auch sie sollten nicht nur ihren Zweck erfüllen, sondern auch den Eingangsbereich des neuen Friedhofs schmücken. Hierzu plante man, die Bauten in einem an die Neuklassizismus angelehnten Stil zu errichten. Allerdings dauerte es von der Eröffnung des Friedhofs bis zur Fertigstellung der Bauten noch einige Jahre. Die Trauerhalle am Ende der Allee des Haupteingangs wurde schließlich im Jahre 1909 fertiggestellt. Die bis heute genutzte Halle beinhaltete von Anfang an auch einen Büroraum der Friedhofsverwaltung sowie Leichenaufbahrungszellen. Planer des Gebäudes war der Herner Stadtarchitekt Karl Kurzreuther (1875–1961), der für diesen Bau eine Prämie erhielt.
Der Bau selbst ist ein eineinhalbgeschossiger Massivbau mit Putzfassade. Ein portikusartiger Vorbau mit vier dorischen Säulen dient als Eingangsbereich. Darüber befinden sich ein Architrav und ein Dreiecksgiebel mit stehender ovaler Stuckkartusche im Giebelfeld. Das Gebäude weist ein Mittelrisalit auf breitem, flachem oktogonalem Turm mit einem Zeltdach auf. Die seitlichen flacheren Gebäudeteile sind mit großen Walmdächern und Dachreitern versehen. Der südliche Gebäudeflügel mit Büro und Toiletten hat einen offenen Arkadengang. Eine grundlegende Renovierung der Kapelle wurde 1988/89 durchgeführt, die Bemalung erfolgte vom Künstler Kai Wunderlich.
Die Trauerhalle war zunächst nicht ausgelastet, da die meisten Beerdigungen, wie es Anfang des 20. Jahrhunderts noch weitgehend üblich war, unmittelbar vom Sterbehaus aus stattfanden. Da jedoch im Zuge des raschen Bevölkerungswachstums und der zunehmend beengten Wohnverhältnisse eine längere Aufbahrung der Verstorbenen zu Hause aus räumlichen und hygienischen Gründen unzumutbar erschien, entschloss sich die Stadtverwaltung 1935, die Beerdigung vom Sterbehaus aus zu verbieten. Ein weiterer Grund waren auch die langen Trauerzüge, welche sich über die Hauptstraßen Hernes zum Südfriedhof hinzogen.
Weitere in den Anfangszeiten des Friedhofs entstandene Bauten sind ein zu Beginn angelegter Wirtschaftshof im nordwestlichen Bereich links von der Hauptallee des ursprünglichen Friedhofsgeländes.
Von den in der Anfangszeit des Südfriedhofs errichteten Gebäuden sind die Trauerhalle und das Gärtnerwohnhaus erhalten geblieben. Die ursprünglichen Pförtnerhäuser sind in den 1990er Jahren abgetragen worden, nachdem lange Jahre die Betriebskrankenkasse der Stadt Herne dort ihre Heimat hatte.

## Grabstätten und Denkmäler

### Grabstätten bekannter Persönlichkeiten
Neben lokal bedeutenden Persönlichkeiten haben auch mehrere über die Stadtgrenzen Hernes hinaus bekannte Künstler, Unternehmer und Sportler auf dem Südfriedhof ihre letzte Ruhestätte gefunden. Die bekanntesten Personen, die hier begraben liegen, sind:
- Karl Behrens (1854–1906), Bergrat und Vorsitzender der EmschergenossenschaftGedenktafel Behrens

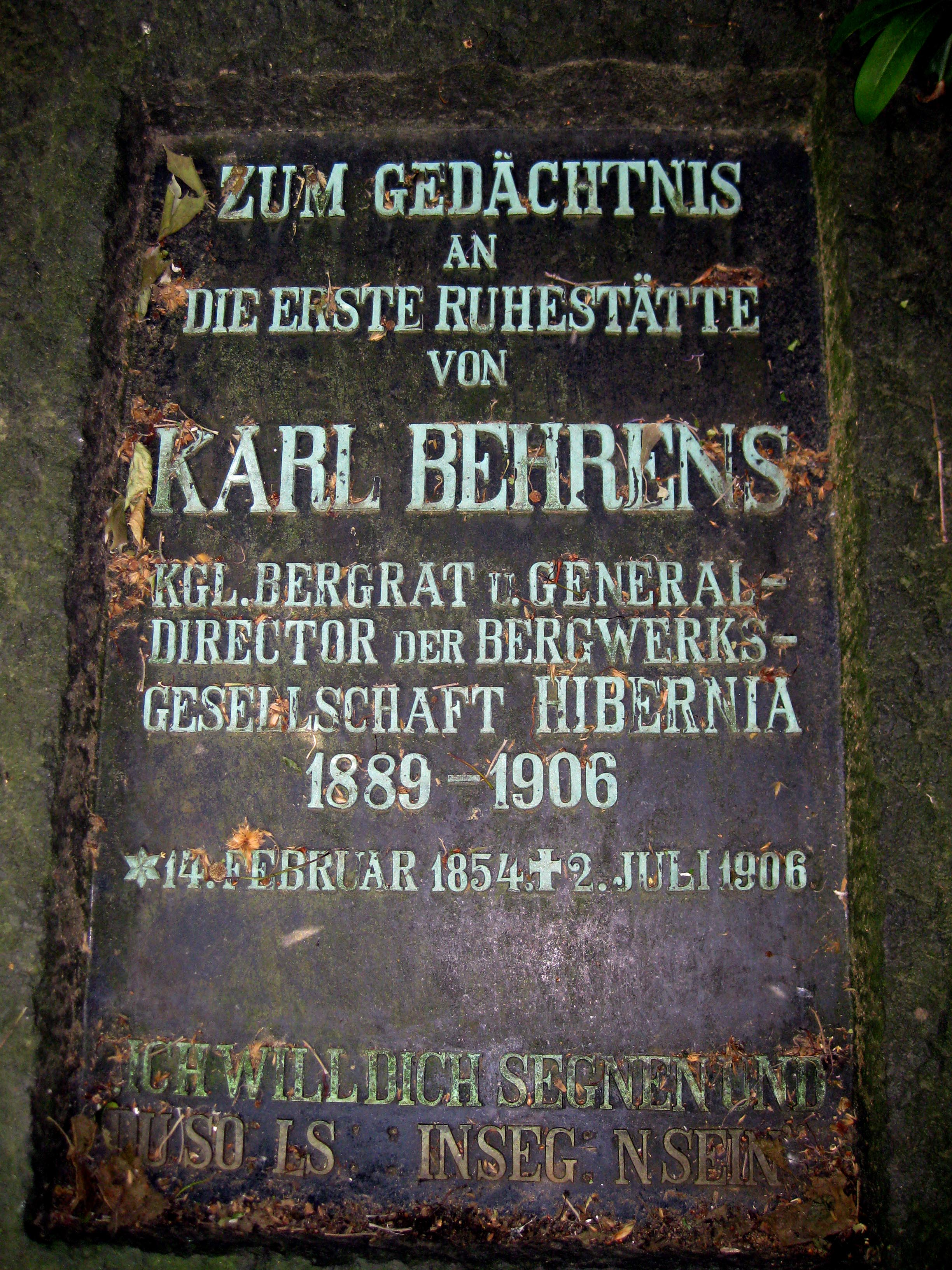
Gedenktafel Behrens

- Emilie Flottmann geb. Teichgräber (1852–1933), Unternehmerin
- Otto Heinrich Flottmann (1875–1944), Unternehmer, Ehrenbürger der Stadt Herne
- Otto von Velsen (1869–1945), Bergrat und Bergwerksdirektor
- Franz Xaver Düwell (1869–1952), Pfarrer und Dechant
- Karl Hölkeskamp (1882–1954), Politiker (SPD)
- Leo Reiners (1898–1958), Journalist, Kommunalbeamter und Heimatforscher
- Robert Brauner (1907–1992), Politiker (SPD), Oberbürgermeister von Herne
- Else Drenseck (1911–1997), Politikerin (SPD) und Geschäftsführerin der Arbeiterwohlfahrt
- Karin Hussing (1941–1999), Politikerin (CDU)
- Wilhelm Pohlmann (1928–2000), Politiker (SPD) und Oberbürgermeister von Herne
- Norbert Schlottmann (1930–2004), Politiker (CDU)
- Ralf Ender (1960–2023), Fernsehdarsteller

### Ehrenfriedhöfe
Auf dem Südfriedhof findet man auch Kriegsgräber aus beiden Weltkriegen, eigenständige Soldatenfriedhöfe und Ehrengrabanlagen von Grubenunglücksopfern.
- Ehrenfriedhof für gefallene deutsche Soldaten beider Weltkriege, Abt. 16, 234 Gräber. Als Denkmal wurde 1933 ein Bronzeadler auf einen Steinsockel aufgestellt. Wilhelm Hahn aus Herne entwarf das Denkmal, der Bronzeguss wurde in München von der Kunstgießerei A. Brandstetter ausgeführt.

- Ehrenfriedhof für zivile Opfer des Luftkrieges, Abt. 48, 240 Gräber. Auf dieser Anlage befinden sich auch die Gräber der 130 Bürger, die bei dem schweren Bombenangriff am 6. November 1944 den Tod fanden. Seit 1968 erinnert eine Plastik des Dortmunder Bildhauers Herbert Volwahsen an alle Opfer von Krieg und Gewaltherrschaft.

- Ehrenfriedhof für Kriegstote fremder Staaten, Abt. 13a und 14, 374 Gräber. Das im Jahre 1989 an diesem Ort errichtete Mahnmal trägt die Inschrift:

Als Opfer des nationalsozialistischen Krieges ruhen hier mindestens 477 Kriegsgefangene und Zwangsarbeiter – Männer und Frauen – vor allem aus der Sowjetunion und Polen.
- Die Gedenkstätte für die Opfer des Generalstreiks gegen den Kapp-Putsch von 1920 wurde den März-Gefallenen von der freiorganisierten Arbeiterschaft Herne gewidmet. Inschrift: Dir hat das Schicksal einen Geist gegeben, der ungebändigt immer vorwärts drängt[1] und einer 2008 angebrachten Gedenktafel für die Opfer des antifaschistischen Widerstands aus der Gewerkschaftsbewegung[2].

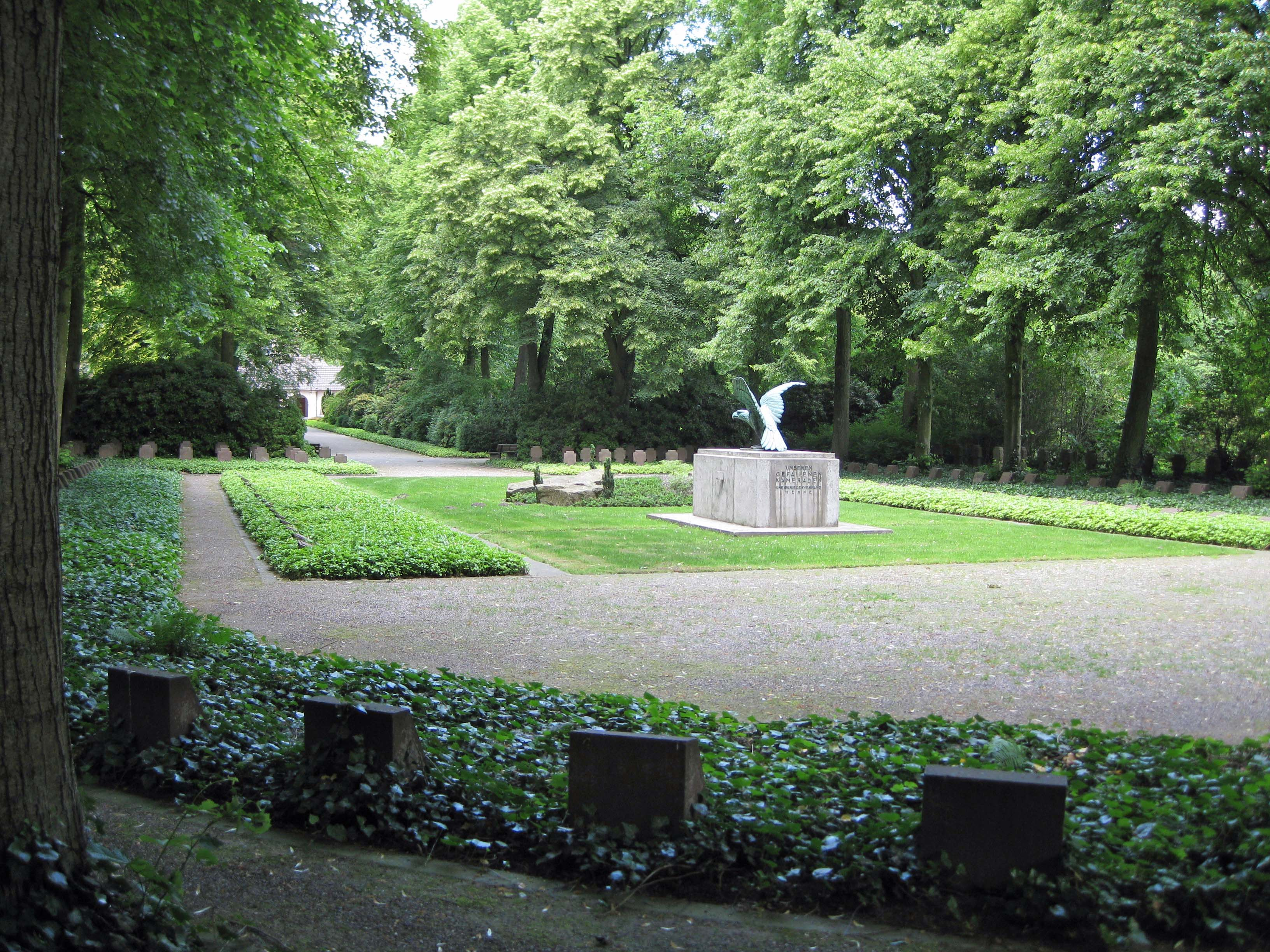
Soldatenfriedhof Erster Weltkrieg und Zweiter Weltkrieg
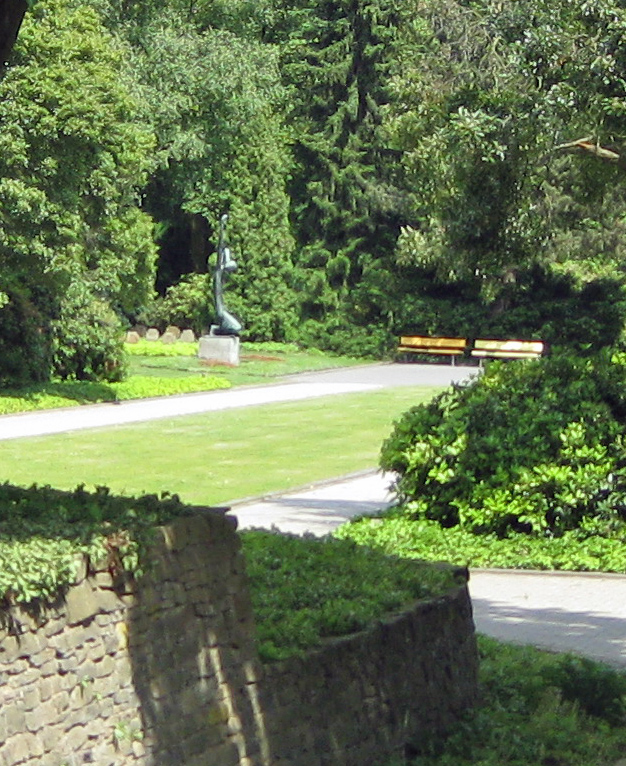
Ehrenfriedhof für zivile Opfer des Luftkrieges
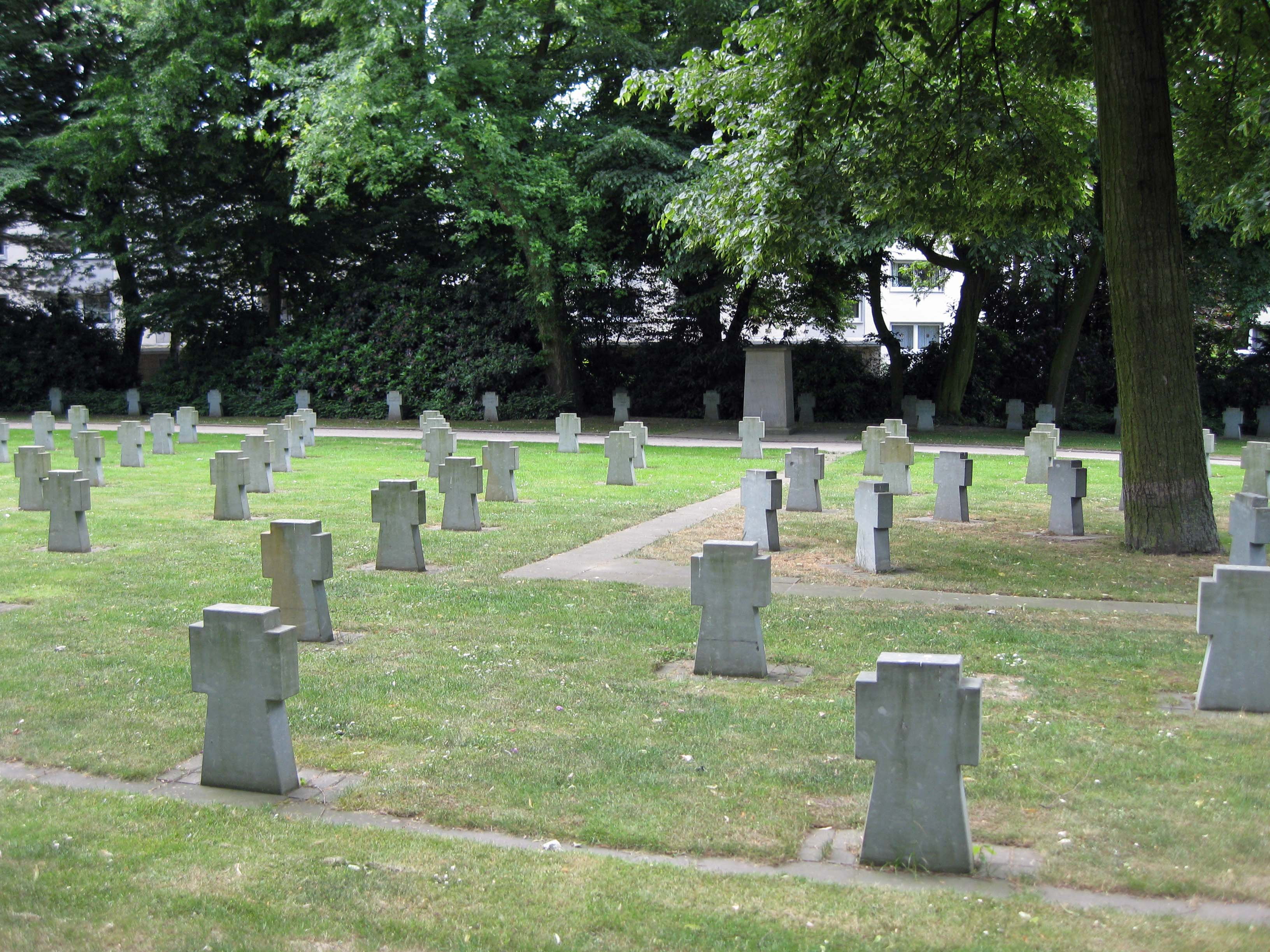
Kriegsgefangene und Fremdarbeiter anderer Nationen
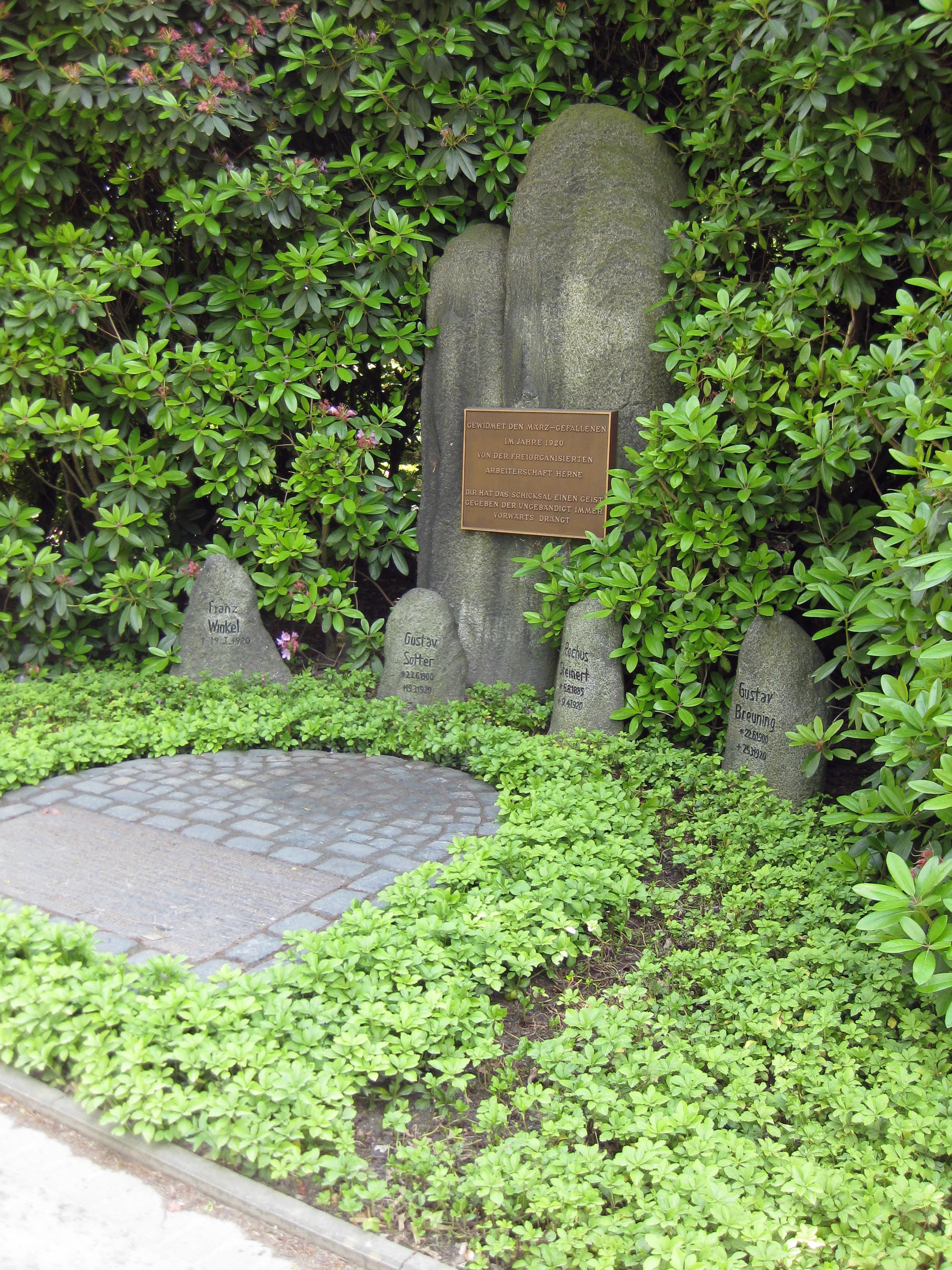
Gedenkstätte für den Generalstreik gegen den Kapp-Putsch
Gedenktafel für den antifaschistischen Widerstand

Ehrengrabanlagen für Opfer von Bergbauunfällen
- Gedenkstein für das Grubenunglück 1922 auf der Zeche Shamrock I/II, Abt.
 Ein Kurzschluss in einer elektrischen Lokomotive war der Auslöser des Unglücks vom 23. November 1922, der den Streckenausbau in Flammen setzte. In den Brandgasen erstickten zehn Bergleute. In einer aus Backsteinen gemauerten Ehrenmal erinnert eine Bronzetafel an dieses Unglück auf der Zeche Shamrock.
- Gedenkstätte für die Grubenunglücke 1959 und 1967 auf der Zeche Shamrock I/II, Abt.
 Am 29. Juli 1959 kostete ein Strebabbruch sieben Bergleute, wenige Wochen später am 9. September 1959 zwei Bergleute das Leben. Bei einem weiteren Unglücksfall am 29. September 1967 starben vier Bergleute. Zur Erinnerung wurde diese Gedenkstätte errichtet. Beiderseits einer Skulptur eines trauernden Bergarbeiters wird auf zwei Bronzetafeln und an die Toten erinnert.
Text (Tafel 1/links) Zum Gedenken an die am 29. Juli 1959 verunglückten Bergleute der Zeche Shamrock I/II – Hibernia AG (Tafel 2/rechts) Zum Gedenken an die am 29. September 1967 verunglückten Bergleute der Zeche Shamrock I/II – Hibernia AG.

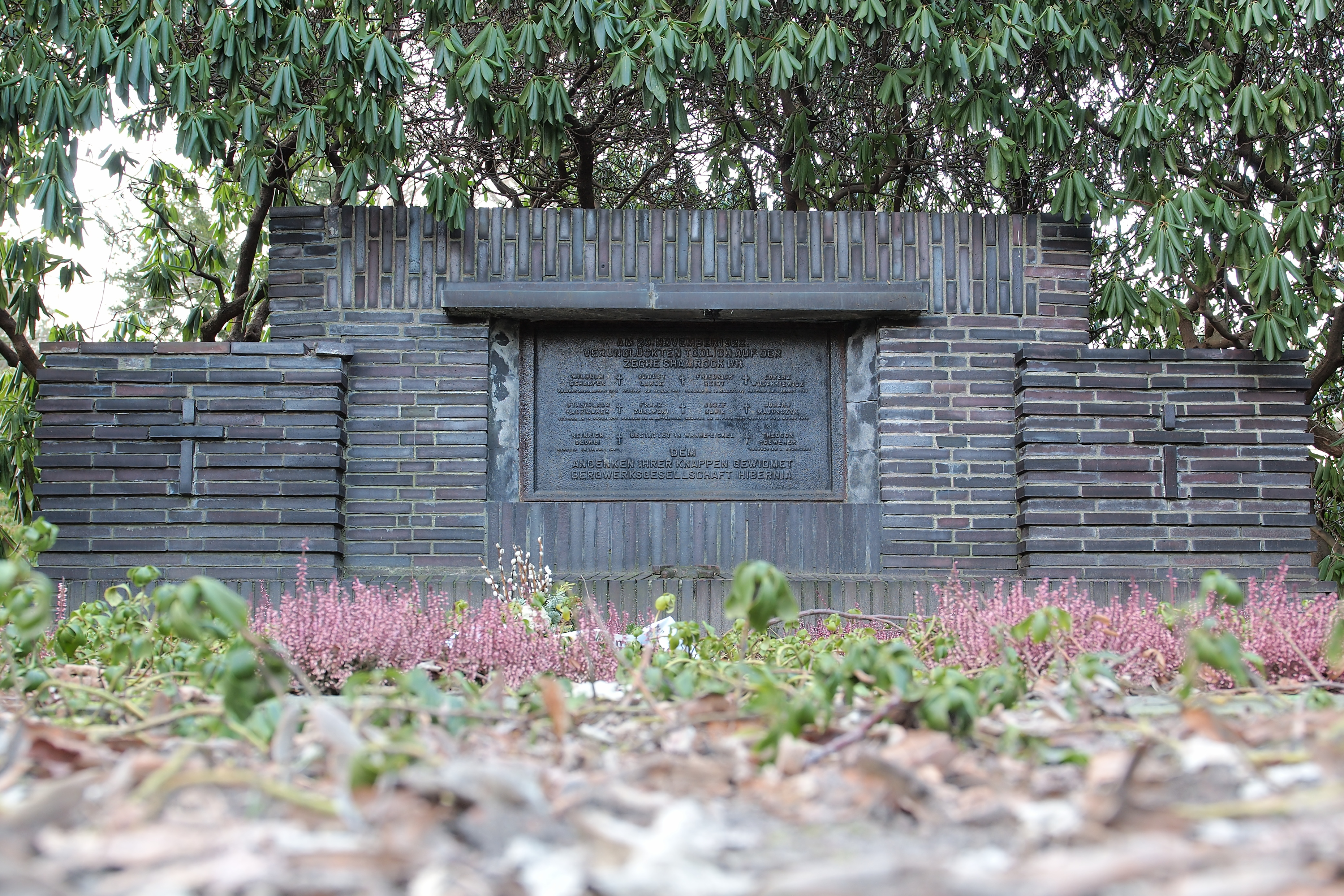
Grubenunglück 1922
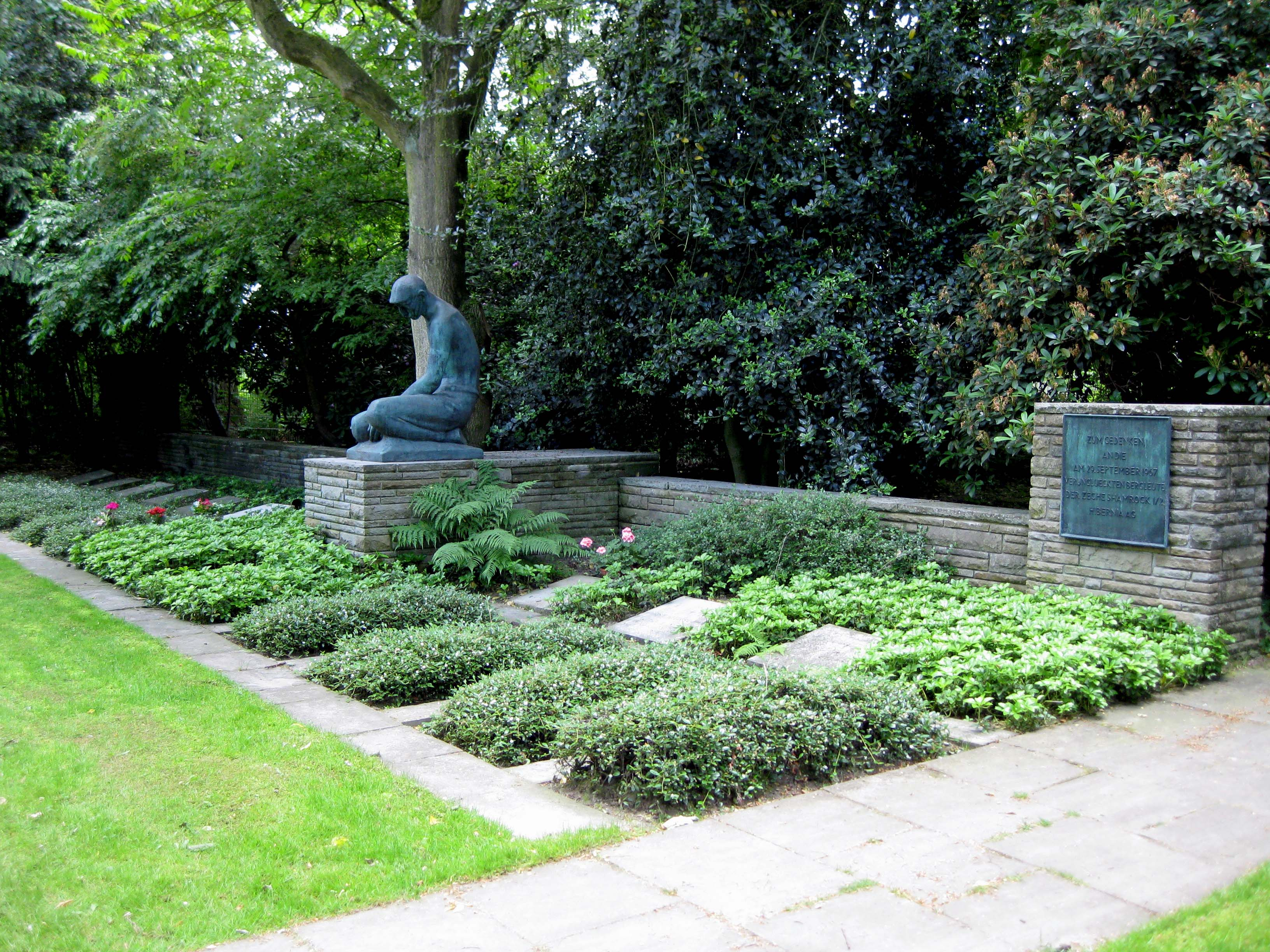
Grubenunglücke 1959 und 1967

### Einige sehenswerte Familiengrabstätten
Die ältesten und meist auch architektonisch aufwändigsten Grabstätten auf dem Herner Südfriedhof findet man im ursprünglichen Teil des Friedhofs. Dabei liegen repräsentative Familiengräber meist direkt an den Haupt- und Rundwegen, während einfache Reihengrabstätten von Anfang an in den hinteren Flurbereichen angelegt wurden. Betritt man den Südfriedhof vom Haupteingang aus und geht den Hauptweg in Richtung der Friedhofskapelle entlang, sieht man an den Seiten einige für den Historismus typische Grabmäler, beispielsweise auf der rechten Seite des Hauptwegs die als Dorischer Tempel errichtete Grabstätte Schulte-Hilrop sowie das im Jugendstil gehaltene Grab der Familie Cremer.

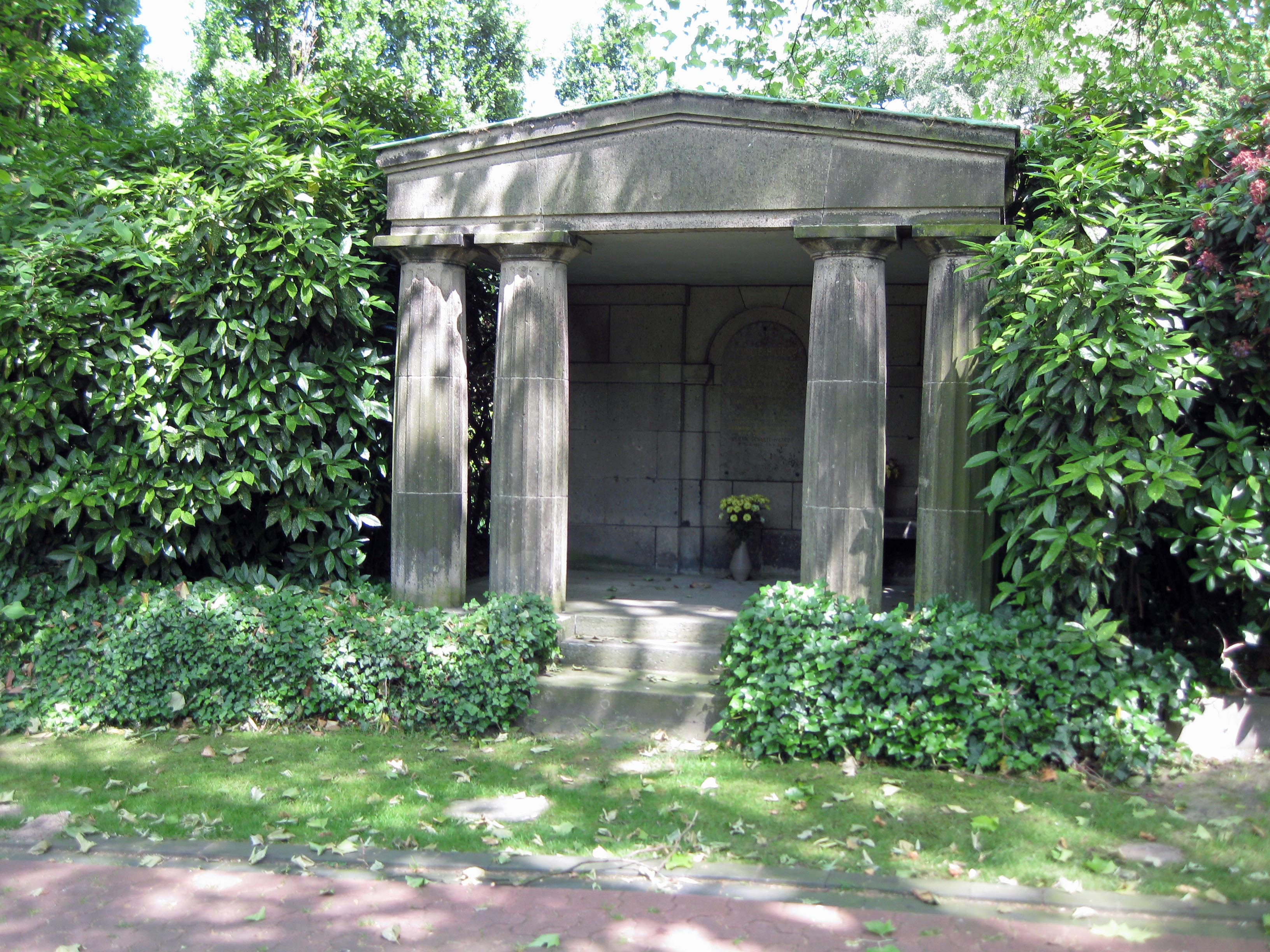
Grabanlage Schulte-Hiltrop

- Grabstätte Schulte-Hiltrop, Abt. 3
Die im benachbarten, ursprünglich zur Gemeinde Herne gehörenden Hiltrop ansässigen Schulte-Hiltrop entstammten einer zu Wohlstand gekommenen Bauernfamilie. Die Anlage der Gruft als griechischer Totentempel nimmt in ihrer Fassung die Trauerhalle auf oder vorweg. Seit 2000 steht die Anlage aus Gruft, einigen Gräbern und originalem Jugendstil-Gitter, die von der Familie weiterhin belegt wird, unter Denkmalschutz. Die älteste dort beigesetzte Person ist die nachträglich hierher umgebettete Hildegard Schulte-Hiltrop (* 14. September 1891; † 30. September 1892).

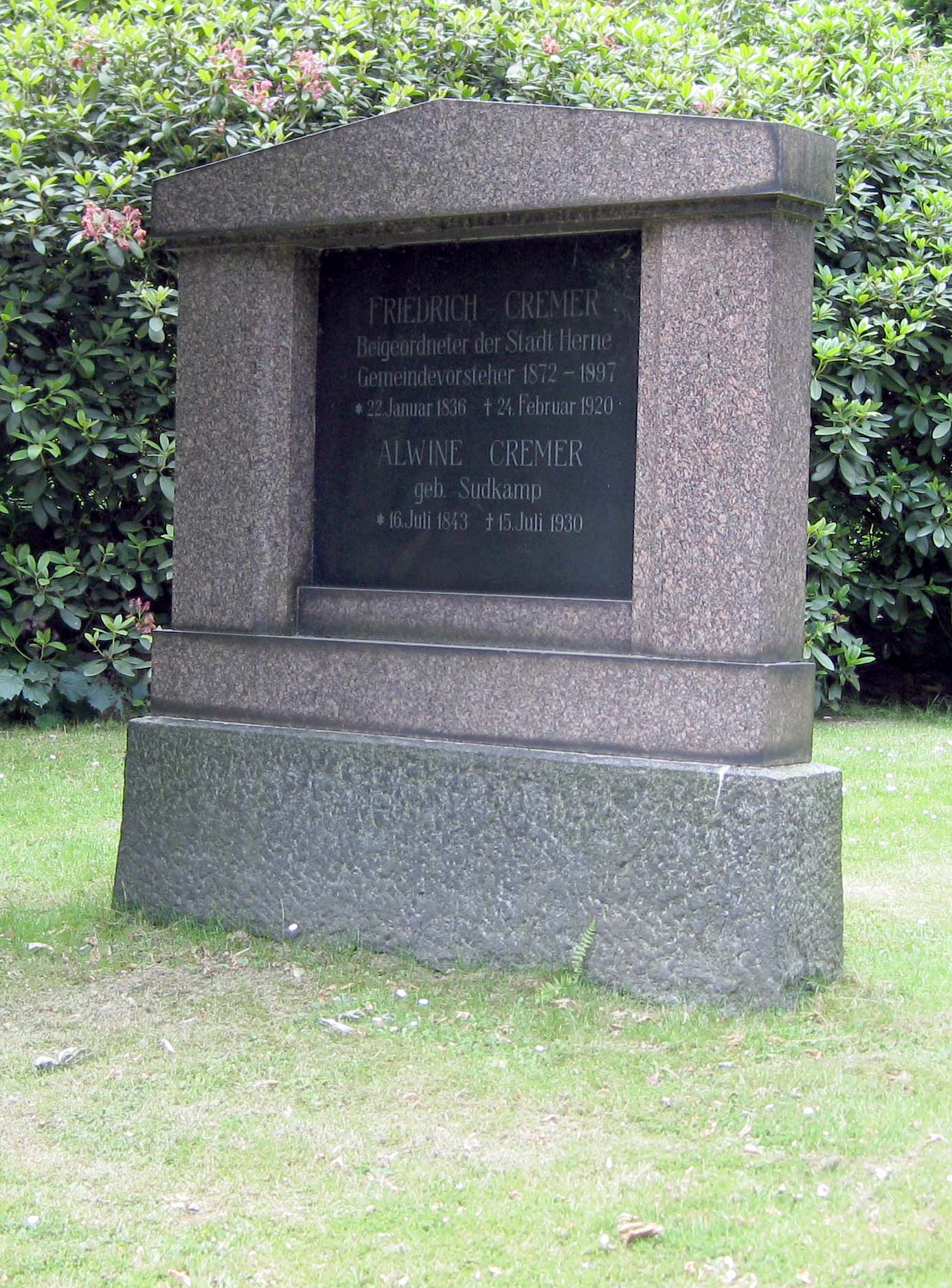
Grabstein Cremer

- Grabstätte Familie Friedrich Cremer, Abt. 2
Friedrich Cremer (* 22. Januar 1836; † 24. Februar 1920) war ein bedeutendes Mitglied der Herner Gemeinde und ihrer Selbstverwaltung im späten 19. und frühen 20. Jahrhundert. Als Vorsteher der Landgemeinde von 1872 bis 1897 und Beigeordneter des Magistrats der jungen Stadt war er maßgeblich an ihrem Aufbau beteiligt. Dafür sorgten nicht zuletzt seine langjährige Arbeit als Landtagsabgeordneter im Provinzial-Landtag für den Landkreis Bochum (zu dem Herne gehörte), als Mitglied des Bezirksausschusses bei der Bezirksregierung Arnsberg und Gutachter der Landgerichte Bochum, Dortmund und Essen sowie der Oberlandesgerichte Hamm und Düsseldorf.

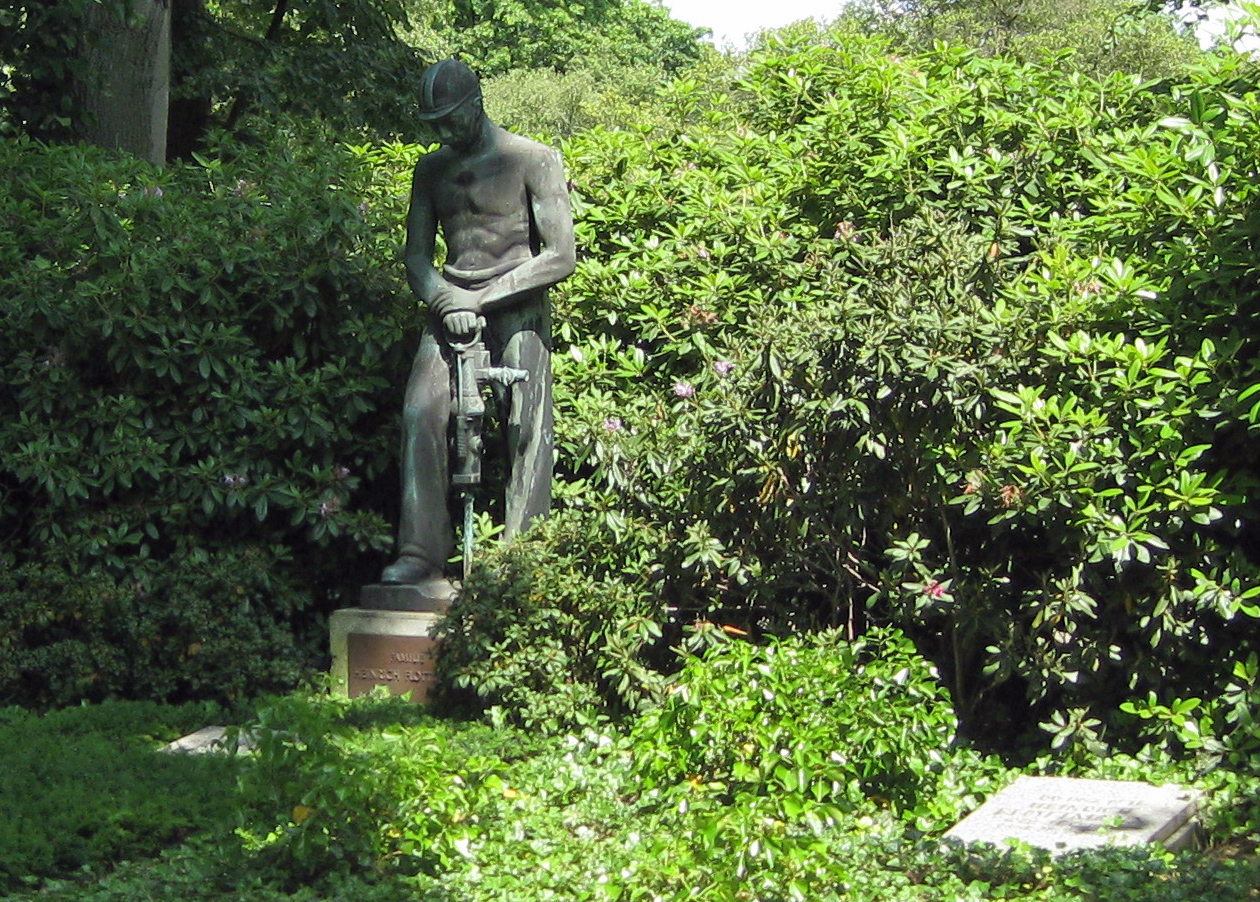
Gruft Familie Flottmann

Die Grabstelle wird nicht mehr belegt. Erhalten ist der Grabstein, der seit 2000 unter Denkmalschutz steht.

- Grabanlage Flottmann
Am Ende der östlichen Hauptachse befindet sich die Gruft der Unternehmer-Familie Flottmann. Der wirtschaftlichen Bedeutung ihres Unternehmens entspricht die an prominenter Stelle unter Einbeziehung älterer Grabsteine neu angelegte Gruft.
Seit 1982 schmückt die heute eher schlichte und nur durch ihre gewaltige Ausdehnung weiterhin repräsentative Gruft das Ehrenmal für die gefallenen Belegschaftsmitglieder der Flottmann-Werke von 1955. Sie stand ursprünglich auf dem Gelände der Flottmann-Werke und stammt von dem Bildhauer Wilhelm Wulff (1891–1980). Aus Bronzeblech getrieben, zeigt sie einen trauernden Bergmann, der sich auf das bedeutendste Produkt des Unternehmens, den Flottmann-Hammer, stützt. Als redende Skulptur zeigt sie, wodurch die Familie Flottmann zu Ansehen und Reichtum gekommen ist.

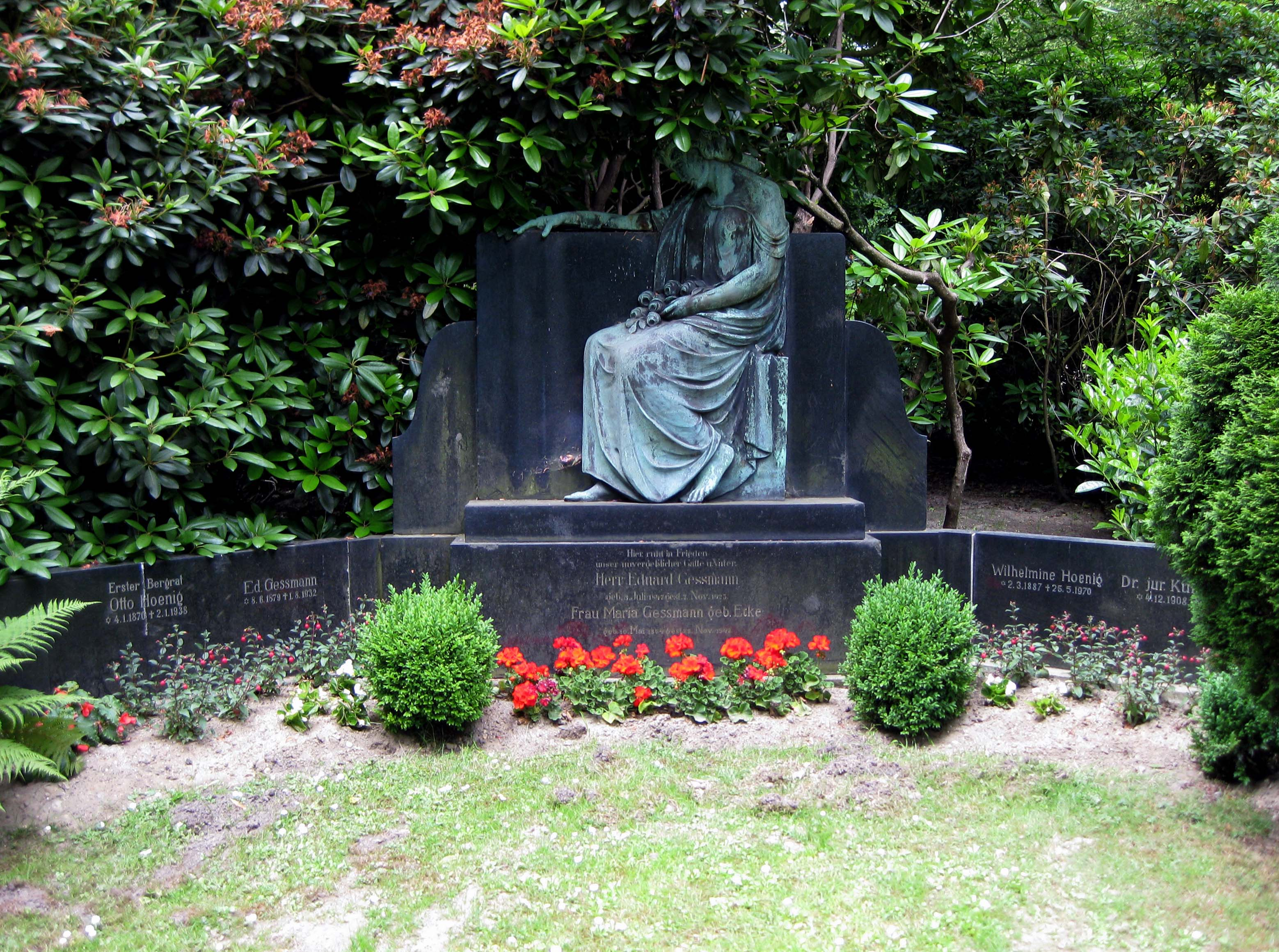
Grabanlage Gessmann und Hoenig

- Grabstätte Gessmann und Hoenig, Abt.
Eduard Gessmann (* 8. Juli 1847; † 7. November 1923) war ein bedeutender Herner Unternehmer, der als Hersteller und Weiterentwickler von patentierten Drahtseilen für Förderkörbe bekannt. Als Gründer der Herner Drahtseilfabrik und der Herner Herdfabrik hat er über Jahrzehnte den industriellen Aufschwung der Stadt getragen.
Otto Hoenig (* 4. Januar 1870; † 2. Januar 1938) war als kaiserlicher Bergrat für die Sicherheit der Bergleute unter Tage verantwortlich. Einen Ruf in die zentrale preußische Ministerialbürokratie nach Berlin lehnte er zugunsten seiner Arbeit in Herne ab. Während der Ruhrbesetzung ordnete er die Überflutung der Stollen an, um so aktiv gegen die Besatzungsmacht zu kämpfen.

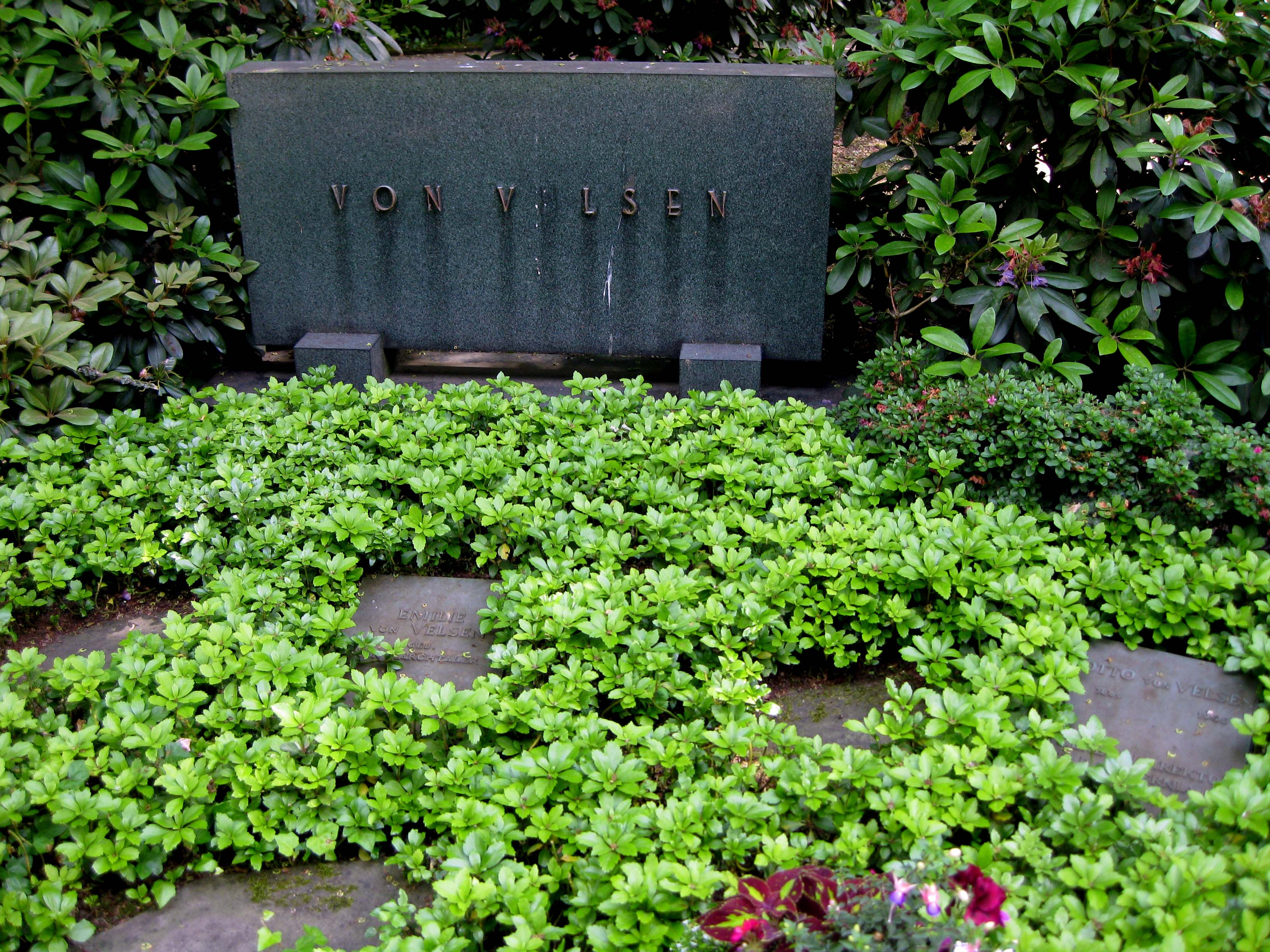
Grabanlage von Velsen

- Grabstätte von Velsen
Otto von Velsen (1869–1945) war ein Bergbaubeamter und Unternehmer. Nach seinem Ausscheiden aus dem Staatsdienst wurde er am 1. August 1917 als Nachfolger des Bergrats Lindner (s. u.) Vorstandsmitglied und Generaldirektor der Bergwerksgesellschaft Hibernia / Shamrock in Herne und zusätzlich seit 1926 Generaldirektor der Bergwerks-AG Recklinghausen. Beide Posten behielt er bis 1. Oktober 1936. 1918 und 1919 war er Mitglied des Westfälischen Provinzial-Landtags und Stadtverordneter der Stadt Herne. Auch als langjähriger Präsident der Industrie- und Handelskammer zu Bochum und als Vorsitzender des Reichskohlenrats – einem vom Staat eingesetzten Gremium, in dem Arbeitgeber und Gewerkschaftsvertreter Fördermengen und Preise aushandelten – wurde er über seine eigentliche Arbeit hinaus bekannt, hinzu kamen weitere Aufsichtsratsmandate. Von 1920 bis zu seinem Tod war er Vorsitzender des Vereins zur Bekämpfung der Volkskrankheiten im Ruhrkohlengebiet e. V. mit Sitz in Gelsenkirchen.
1932 warnte er öffentlich vor dem Machtantritt Hitlers, sodass er aus politischen Gründen 1935 die meisten seiner Ämter aufgeben musste. Otto von Velsen verlegte seinen Wohnsitz nach Berlin-Zehlendorf, wo er verstarb. Seine Umbettung nach Herne geschah vermutlich zum Ende der 1950er-Jahre.

### Weitere Grabstätten
- Familiengrab Heinrich Lindner (* 31. März 1857; † 13. Juni 1917)
Bergrat Heinrich Lindner war Mitglied des Direktoriums der Gelsenkirchener Bergwerks-AG. Dort waren ihm insbesondere die unter Vereinigte Stein & Hardenberg gebündelten Zechen Minister Stein und Fürst Hardenberg unterstellt. Am 17. Oktober 1906 wurde er als Nachfolger von Karl Behrens zum Generaldirektor der Bergwerksgesellschaft Hibernia AG in Herne gewählt und blieb dies bis zu seinem Tod.
- Familiengrab Alexander Beien (* 19. Juli 1859; † 9. Februar 1943)
Der Ingenieur Alexander Beien war 1885 Gründer der Eisengießerei und Maschinenfabrik Beien. Diese stellte hauptsächlich Maschinen für die Kohlegewinnung und -förderung her. Besonders die Beien-Druckluftmotoren, Blasversatzmaschinen / Zellenrad-Versatzmaschinen[3] und Fördermaschinen erlangten Weltruf.[4] Neben seinen Kindern ist hier auch sein Schwiegersohn Ernst Oellrich beigesetzt.

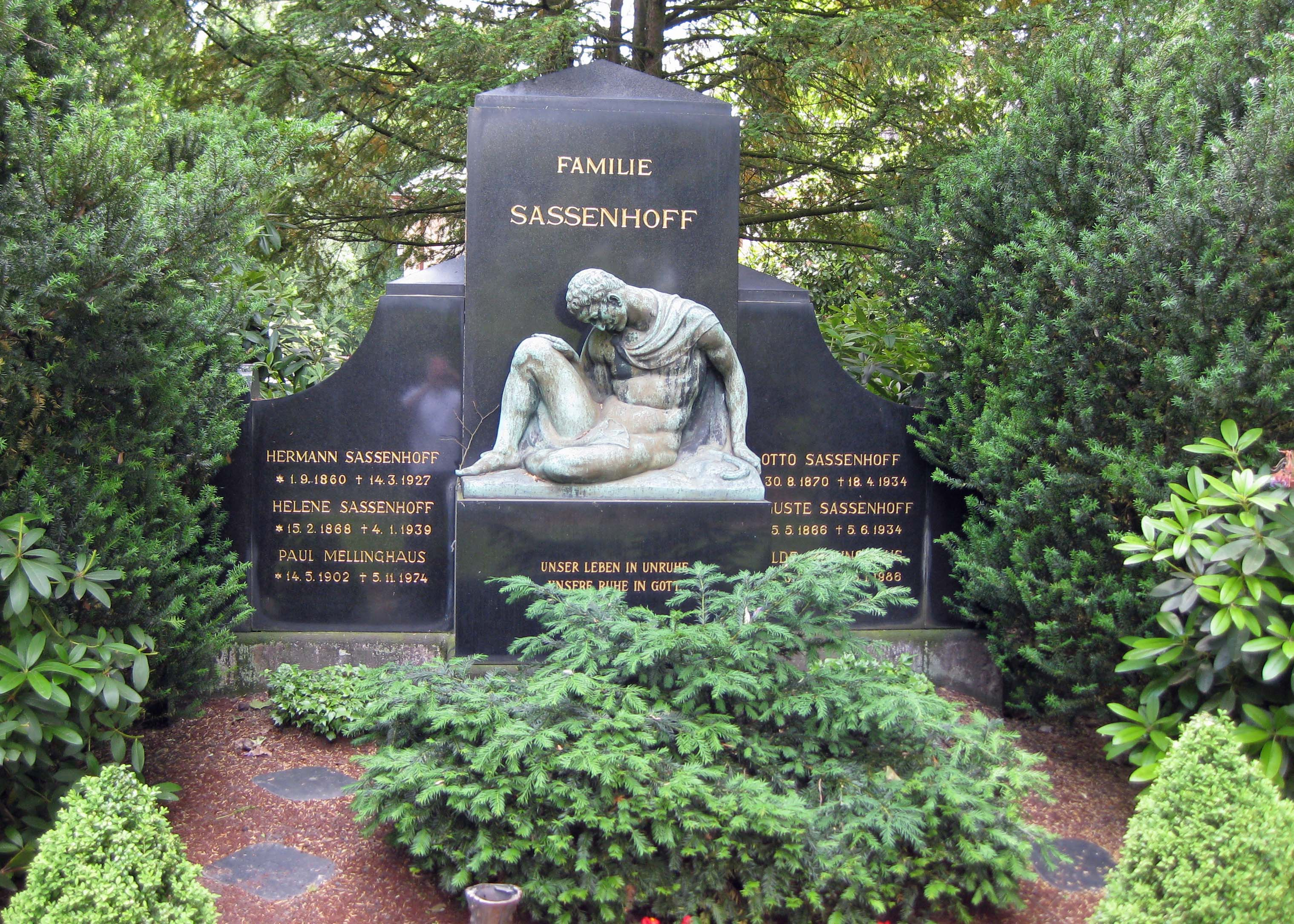
Familiengrab Sassenhoff (1927–1988 belegt)
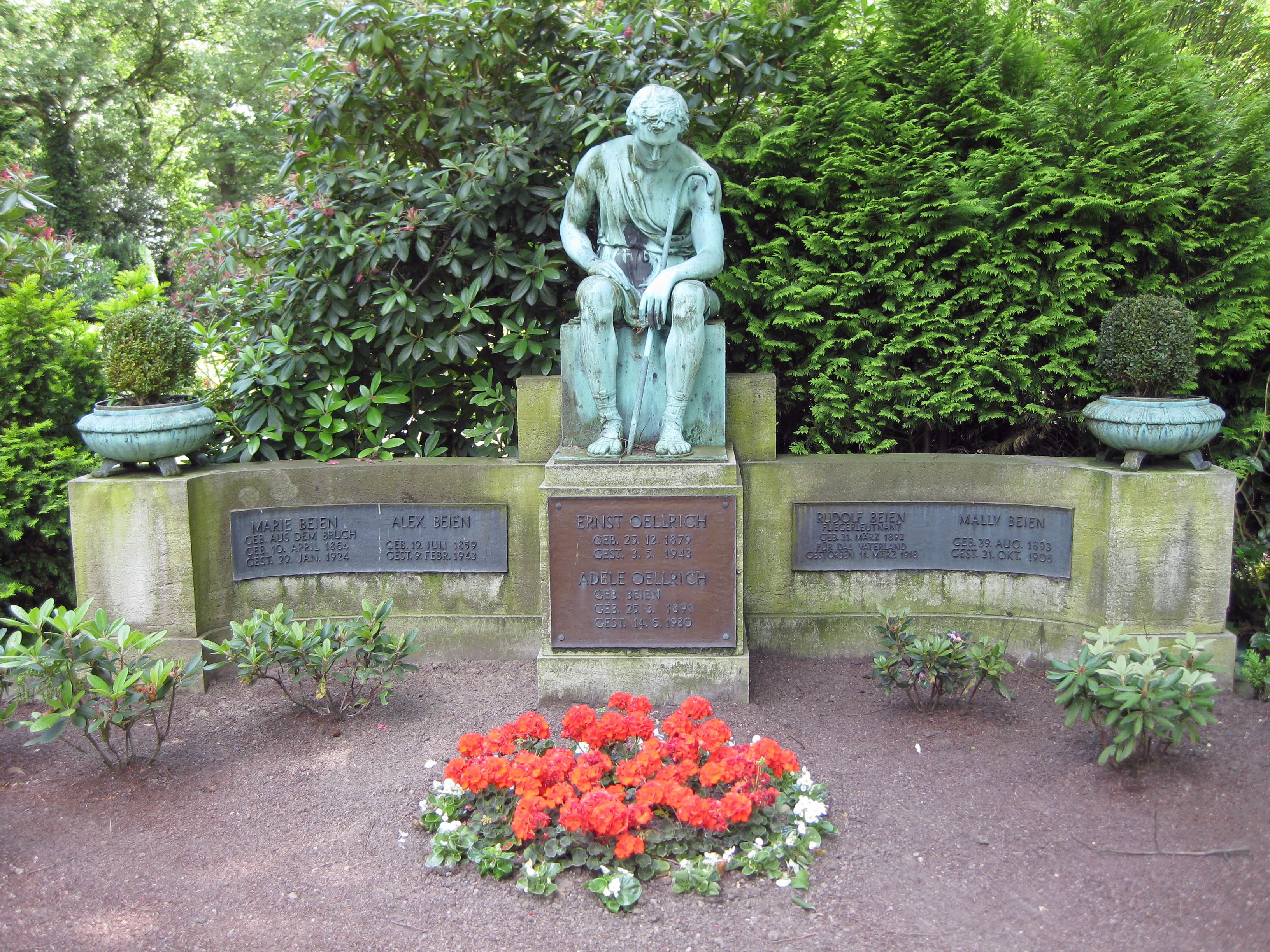
Familiengrab Beien und Oellrich (1908–1980)
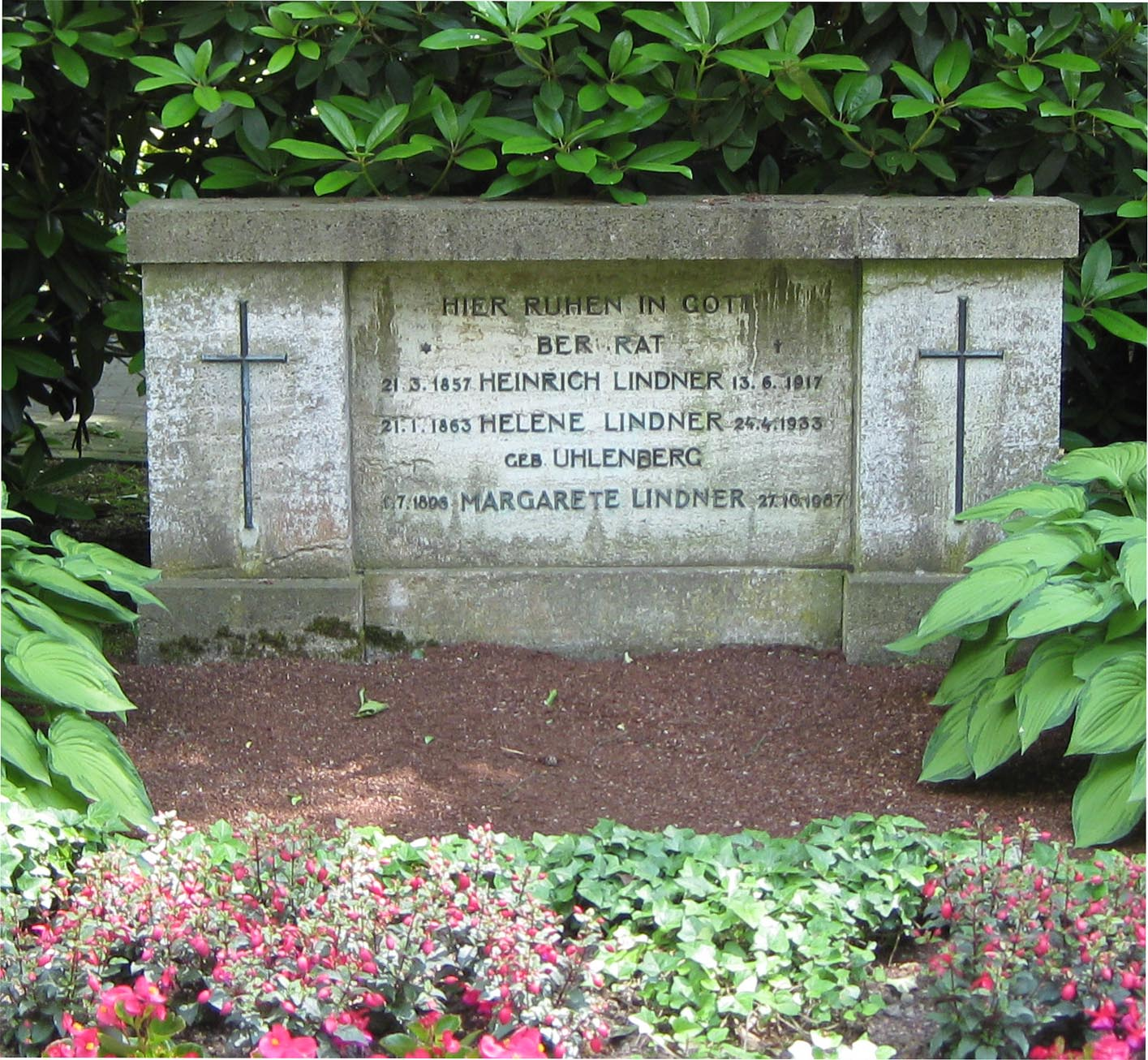
Familiengrab Bergrat Lindner (1917–1967)
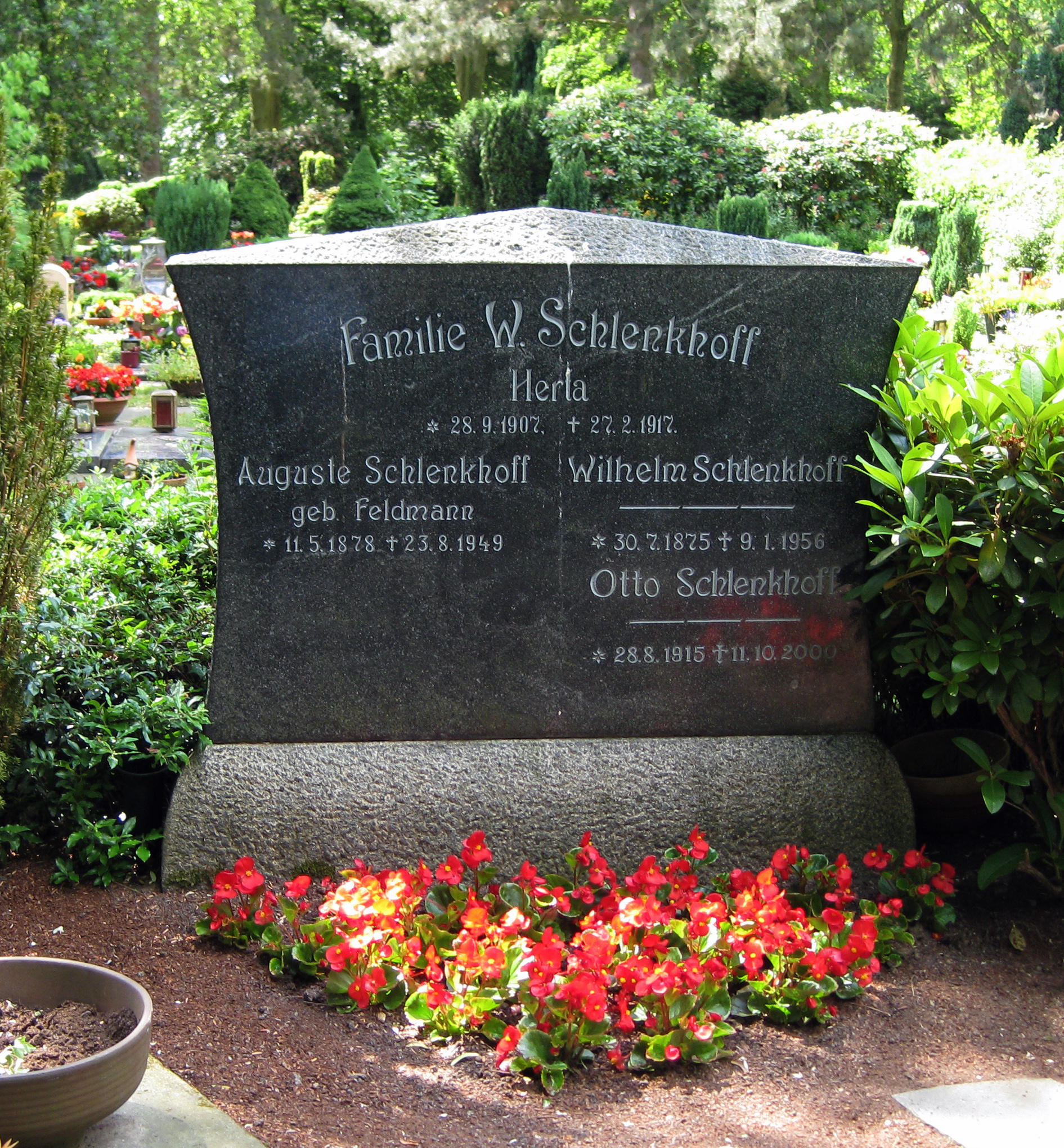
Familiengrab Schlenkhoff (1917–2000)
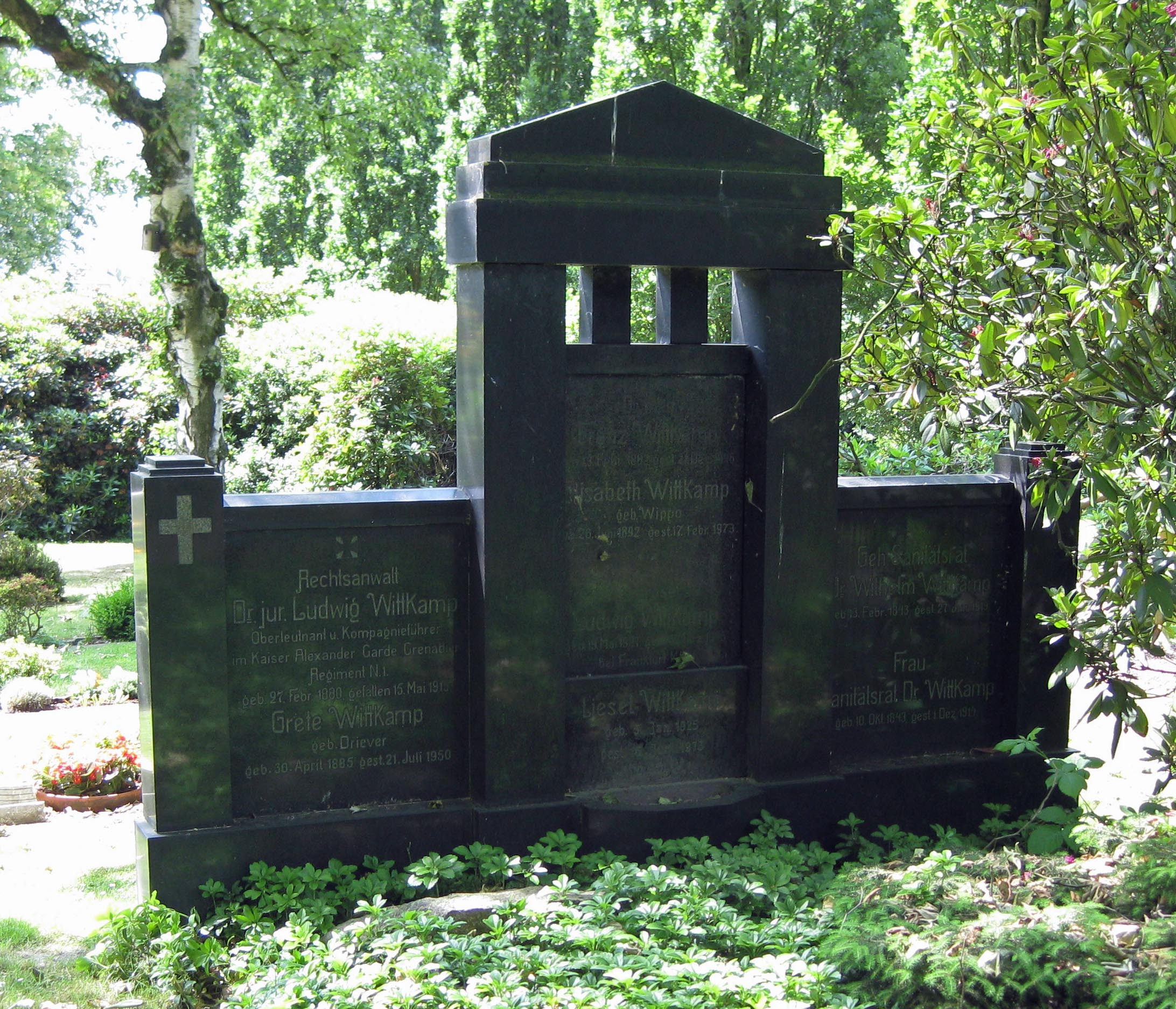
Familiengrab Wittkamp (1914–1973)
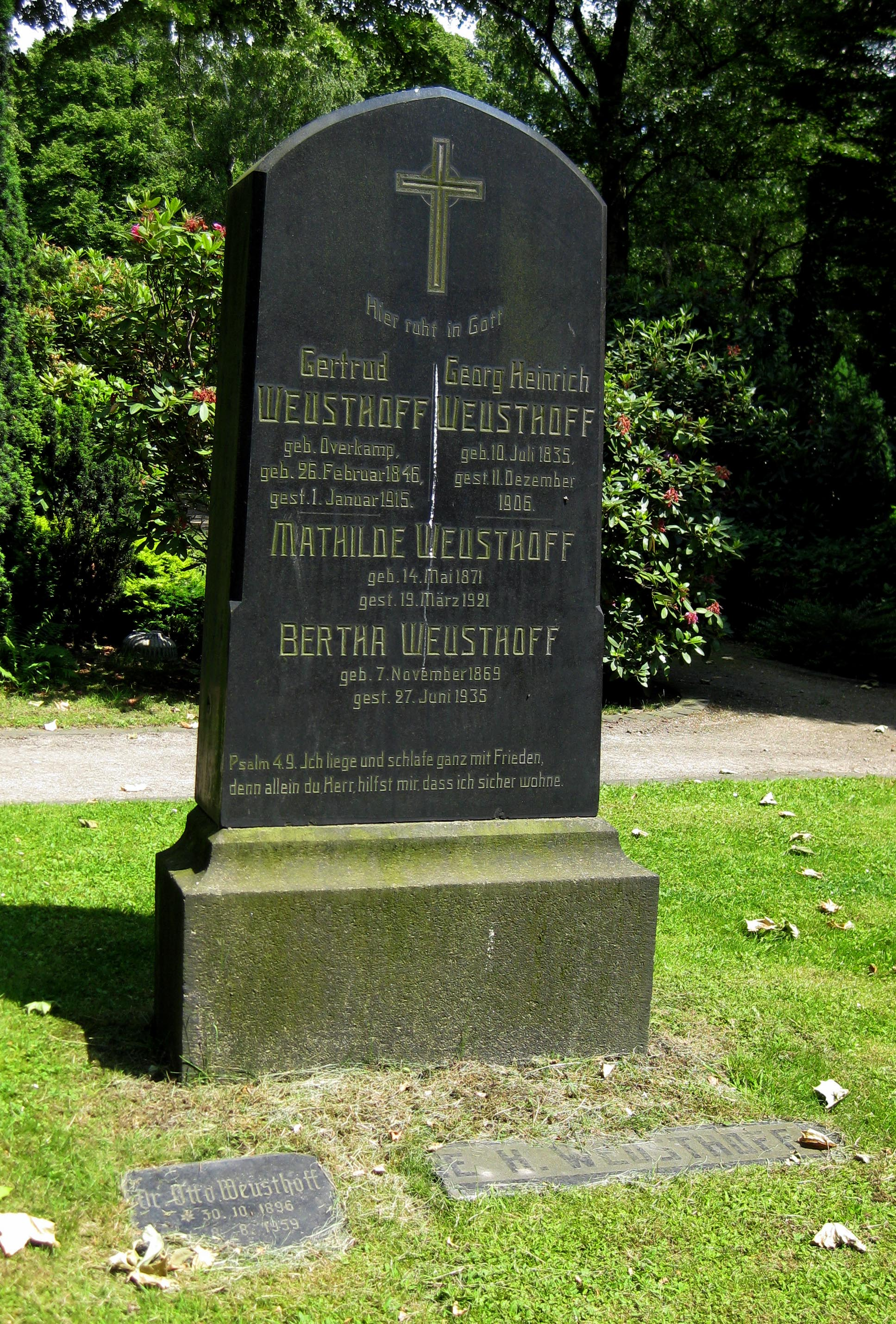
Familiengrab Weusthoff (1906–1935)

Grabfeld Pusteblume

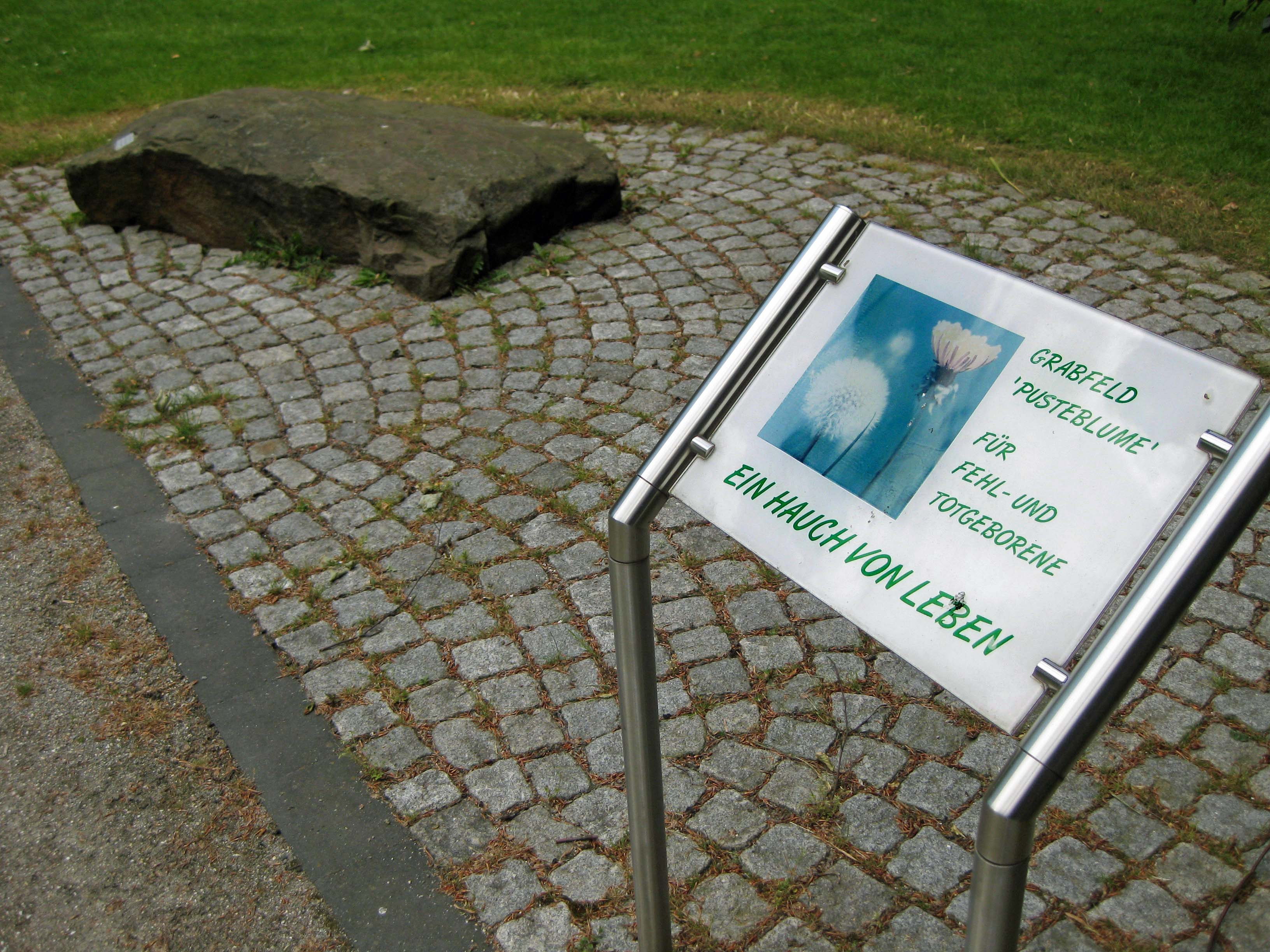
Pusteblume

Im südlichen Teil des Südfriedhofs wurde im Schutz einer Trauerweide auf Anregung von Betroffenen das Grabfeld Pusteblume für Fehl- und Frühgeborene Ein Hauch von Leben eingerichtet.